# Hôtel de la Vieuville
L'hôtel de la Vieuville, ou hôtel d’Aumont est un ancien hôtel particulier démoli en 1927 qui était situé 2-6 rue Saint-Paul et du 10 au 22 quai des Célestins, dans le 4e arrondissement de Paris.

## Histoire
L’hôtel a été donné  vers 1350 par Charles V  à son chambellan puis conseiller Pierre d'Aumont. À cette époque il était contigu au premier  hôtel des archevêques de Sens, situé entre les actuels nos 2 bis à 8 du quai des Célestins, et  à l’hôtel des Lions au nos 8 rue Saint-Paul, ces deux hôtels étant intégrés dans la résidence royale de l’hôtel Saint-Pol. L’hôtel d’Aumont était ainsi à l’angle sud-ouest de cet ensemble royal.
L’hôtel Saint-Pol est abandonné par le roi Charles VII, partiellement démembré. L’ensemble est vendu par François Ier en 1543. Les bâtiments en état d’abandon sont détruits et les terrains sont lotis. La rue des Lions Saint-Paul est ouverte au bord de l’hôtel d'Aumont. L’ancien hôtel des archevêques de Sens est également détruit en 1599 et le terrain divisé en 13 lots. À partir de cette époque l'hôtel est entouré d'un nouveau quartier d'habitation et non plus inséré dans une résidence royale.
Le financier Vincent Bouhier de Beaumarchais achète l’hôtel en 1596. Sa fille épouse en 1610 Charles de la Vieuville  dont l’hôtel prend le nom.
La résidence reconstruite au cours du XVIIe siècle et agrandie par l’acquisition de maisons voisines comprenait deux parties, le petit hôtel sur le quai des Célestins, le grand sur la rue Saint-Paul autour de deux cours.
Les descendants de Charles de la Vieuville vendent l’hôtel en 1741 à Jean Chiquet secrétaire du Roi.
L’hôtel appartient  en 1777 à une entreprise de messageries, à partir de 1822 à l’« Établissement des eaux clarifiées et épurées de la Seine » qui fournissait 200 000 litres par jour aux porteurs d’eau avant la généralisation du réseau de distribution d’eau potable au cours de la deuxième moitié du XIXe siècle.

## Disparition
L’hôtel est acquis en 1926 par Ernest Cognacq et Marie-Louise Jaÿ, démoli et remplacé en 1936 par un immeuble de style néo-Louis XIII à usage d’entrepôts.
Ce bâtiment est réaménagé en appartements en 1981 par l'architecte Pierre Giudicelli
.

## Galerie

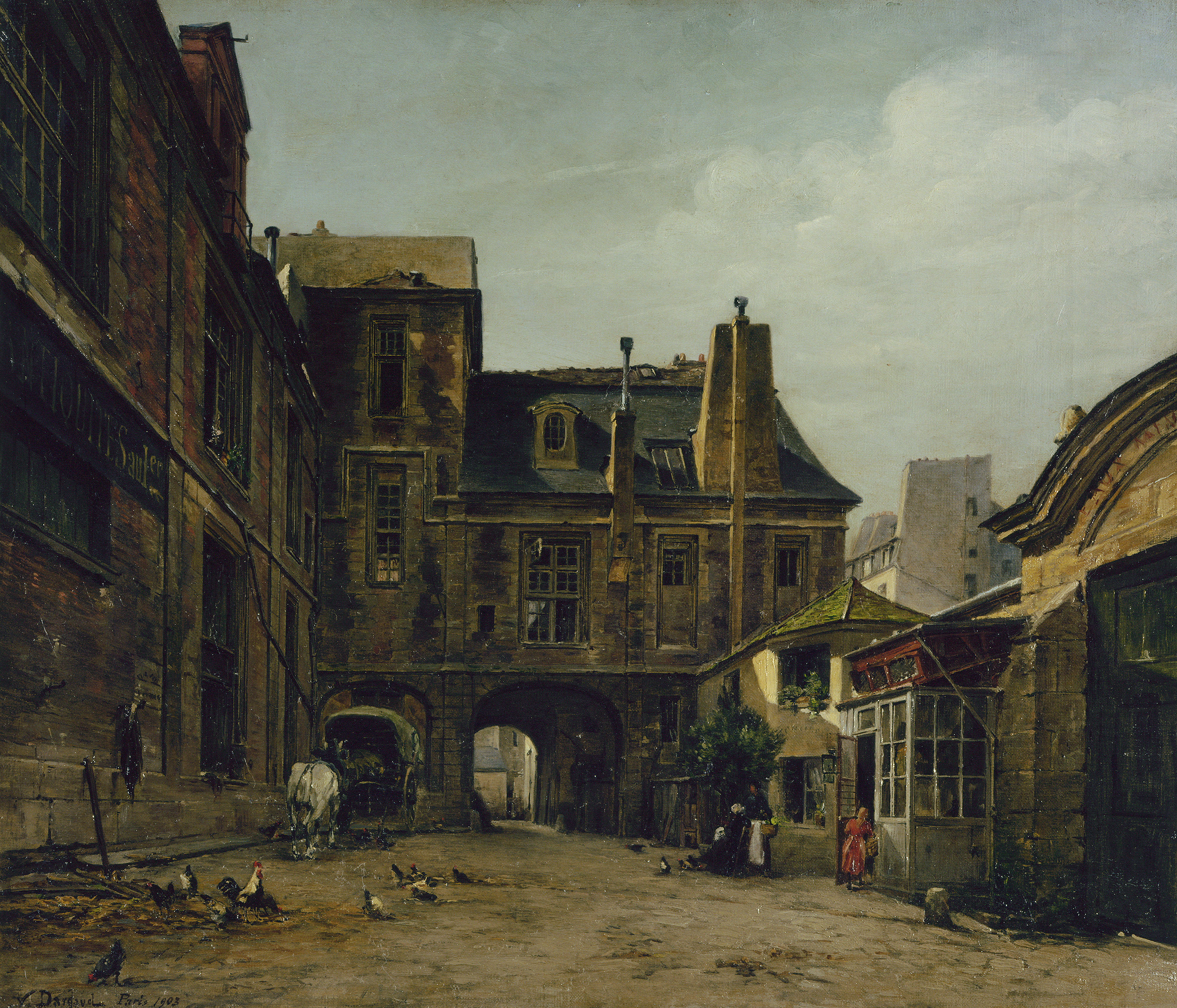
Hôtel de La Vieuville en 1903.
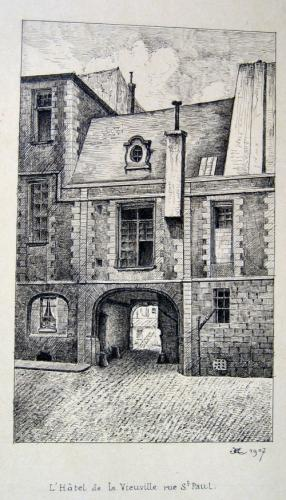
Cour de l’hôtel de la Vieuville vers 1900.
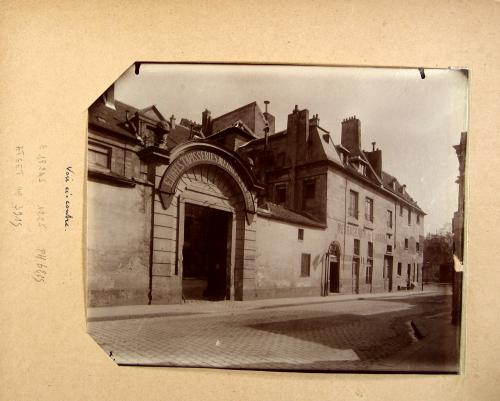
Façade rue Saint-Paul vers 1900.
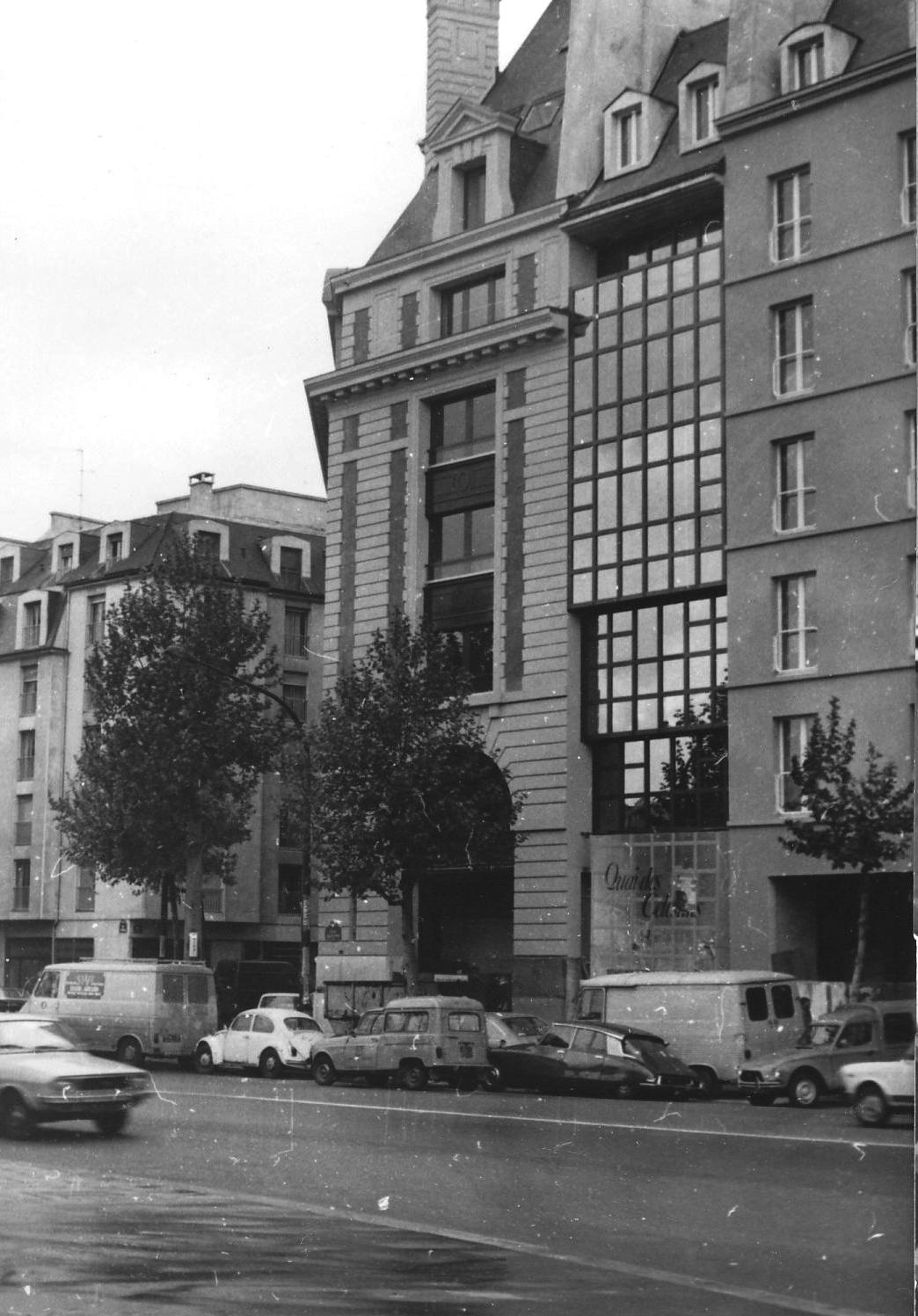
Emplacement de l'ancien hôtel de la Vieuville.